# Coruscant
Coruscant este o planetă fictivă din universul Războiul stelelor. A apărut prima oară pe ecran în 1997 în ediția specială a filmului Războiul stelelor - Episodul VI: Întoarcerea lui Jedi, dar a fost menționată prima oară în romanul din 1991 Heir to the Empire (Moștenitorul Imperiului) de Timothy Zahn. Un oraș care ocupă o întreagă planetă, a fost redenumită Centru Imperial în timpul existenței Imperiului Galactic (așa cum este descris în filmele originale) și Yuuzhan'tar în timpul Invaziei Vong Yuuzhan asupra Noii Republici (cum este prezentat în seria de romane The New Jedi Order, Noua Ordine Jedi).
Coruscant este, în momente diferite, capitala Vechii Republici, a  Imperiului Galactic, a Noii Republici, a Imperiului Yuuzhan Vong și a Alianței Galactice. Coruscant nu este numai centrul tuturor formelor de conducere politică a galaxiei, dar este și centrul galactic de astro-navigație, deoarece coordonatele sale pentru hiperspațiu sunt (0,0,0). Datorită localizării sale și a populației numeroase, principalele rute comerciale din galaxie - ruta comercială Perlemiană, Calea Hydiană și cele Corelliene - trec prin Coruscant, lucru care o face cea mai bogată și cea mai influentă lume din galaxia Războiul stelelor.
În mitologia Războiul Stelelor, lumea de origine a oamenilor, conform New Essential Chronology, este în general considerată a fi Coruscant.

## Legături externe
- Coruscant pe Enciclopedia Oficială StarWars.com
- Coruscant la Wookieepedia: un wiki Războiul stelelor